# آرتورو مرزاریو
آرتورو فرانچسکو "آرت" مرزاریو (ایتالیایی: Arturo Francesco "Art" Merzario؛ زادهٔ ۱۱ مارس ۱۹۴۳ در کومو) رانندهٔ سابق مسابقات اتومبیل‌رانی فرمول یک اهل ایتالیا است که از فصل ۱۹۷۲ تا ۱۹۷۹ در مجموع در ۸۵ گراند پری شرکت کرد.
مرزاریو در طول دوران فعالیت خود در فرمول یک ۱۱ امتیاز را به نام خود به‌ثبت رساند.